# Деревянский, Владимир Константинович
Влади́мир Константи́нович Деревя́нский (1902 — 1980) — советский хозяйственный, государственный и политический деятель, член КПСС.

## Биография
С 1929 года — на хозяйственной, общественной и политической работе. В 1929 по 1960 год — инженер (1929/1931—1934), директор Государственного Московского электродного завода (1934—1935), главный инженер в тресте «Гипроэнергопром» (1935—1938), полномочный представитель СССР в Финляндии (1938—1939), полномочный представитель СССР в Латвии (1940), уполномоченный Совета народных комиссаров СССР по Латвийской ССР (1940-1941), начальник технического отдела завода № 523, директор треста «Союзэлектрод» (1950—1958).
Чрезвычайный и полномочный посланник II класса.
Избирался депутатом Верховного Совета СССР 1-го созыва.